# Arochoides
Arochoides is een monotypisch geslacht van spinnen uit de  familie van de Spinneneters (Mimetidae).

## Soort
- Arochoides integrans Mello-Leitão, 1935